# Landhaus Johannes Prüm
Das Landhaus Johannes Prüm steht im Stadtteil Serkowitz der sächsischen Stadt Radebeul, in der Mozartstraße 11.

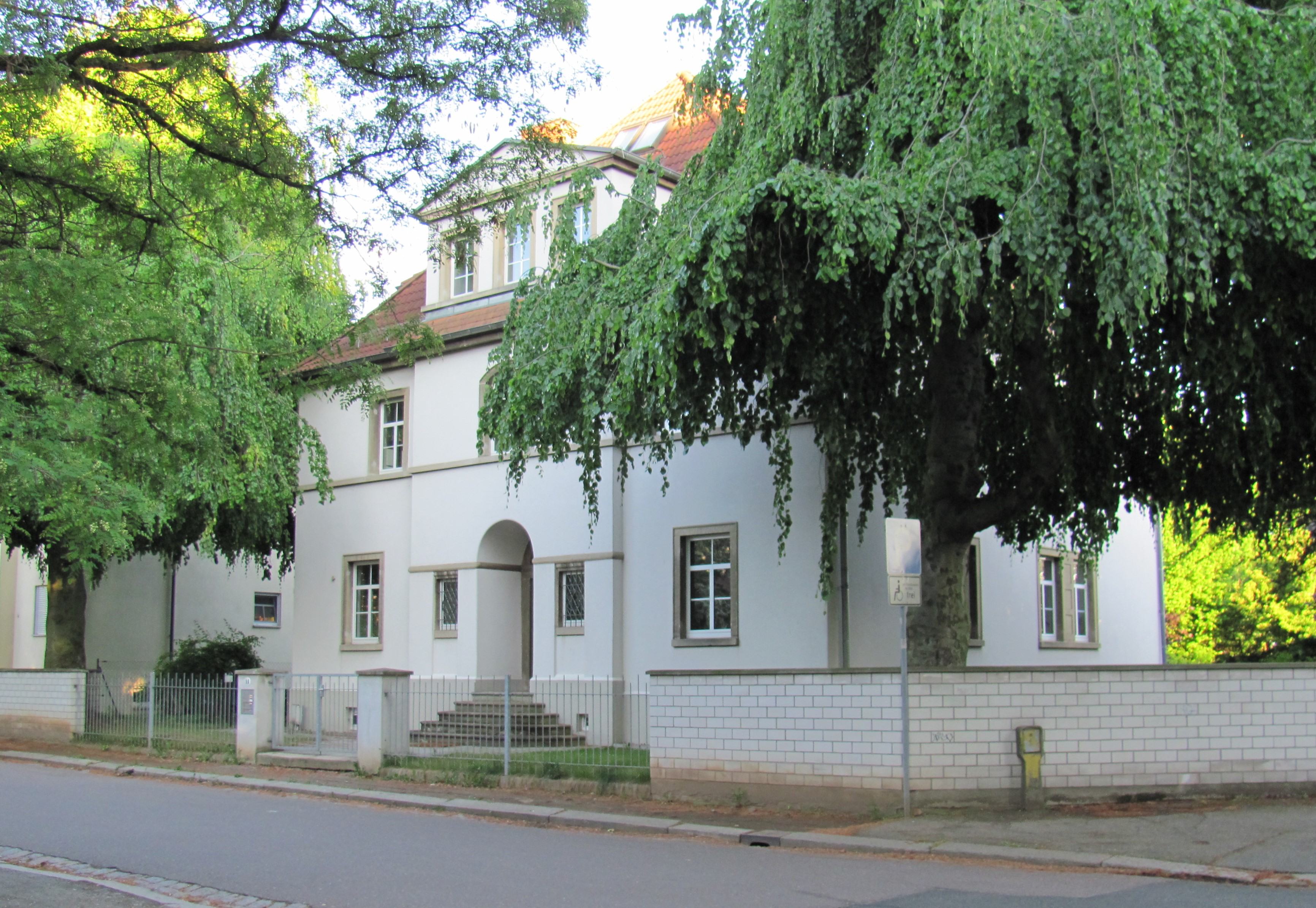
Landhaus Johannes Prüm

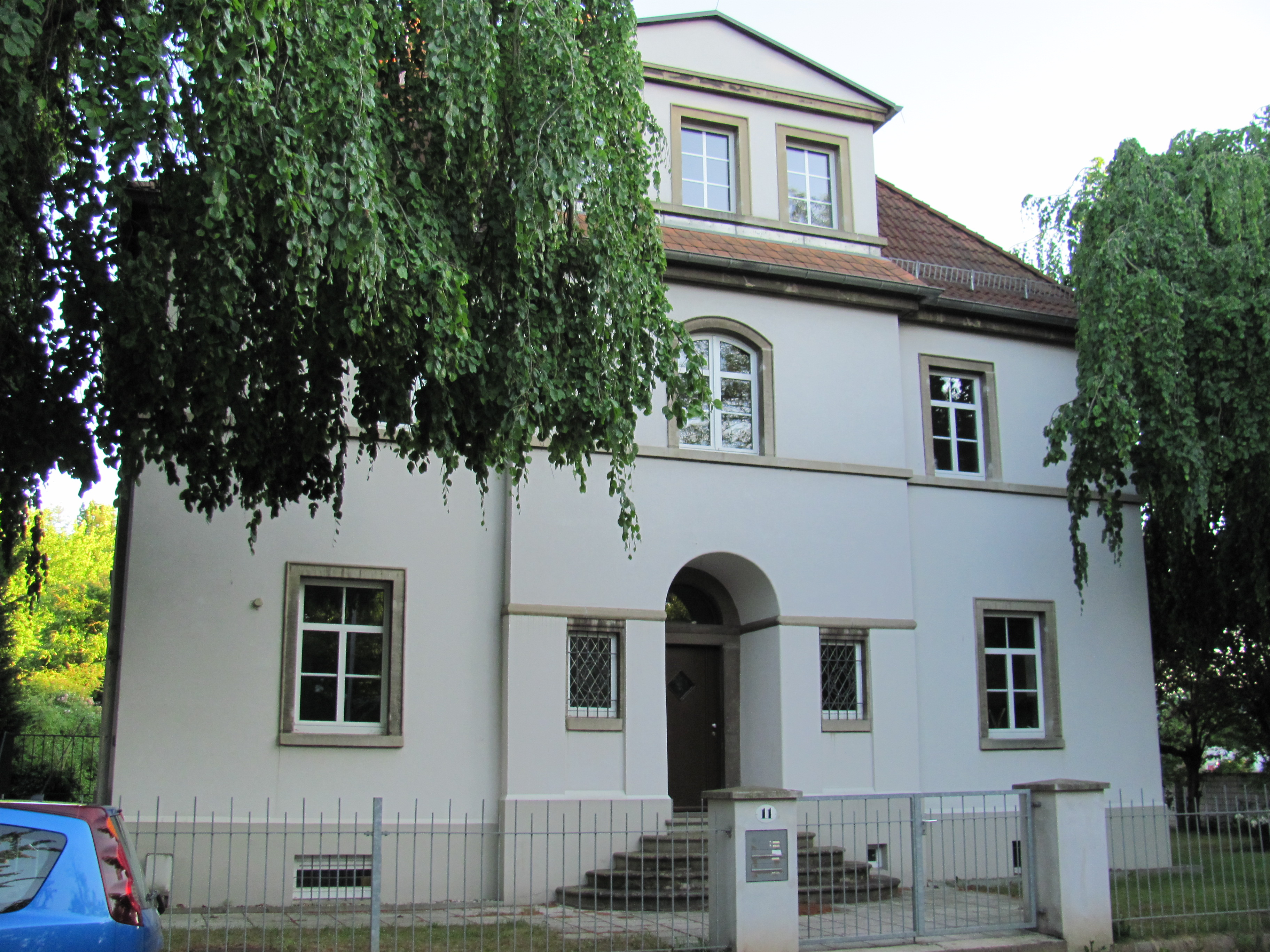
Landhaus Johannes Prüm

## Beschreibung
Das unter Denkmalschutz stehende zweigeschossige Landhaus ist ein Bau im Stil der Reform-Architektur. Er steht auf einem Eckgrundstück der Mozartstraße zur Richard-Wagner-Straße.
Der kaum gegliederte Putzbau mit Kunststeinelementen und einem Sohlbankgesims im Obergeschoss zeigt in der fünfachsigen Mozartstraßen-Ansicht einen Mittelrisalit mit einem erhöhten Eingang in einer Rundbogennische, der wegen des Souterraingeschosses durch eine Freitreppe erschlossen wird. Im ziegelgedeckten hohen Walmdach darüber findet sich ein dreiachsiges Zwerchhaus mit einem flachen Dreiecksgiebel; auf den anderen drei Dachseiten erschließen weitere breite Gauben unterschiedlicher Form das Dachgeschoss. 
An der Rückseite nach Süden des auch als Villa klassifizierten Hauses steht mittig in der Fassade eine eingeschossige Loggia mit vorgelagerter Terrasse sowie einer Freitreppe zum Garten, seitlich begleitet von einem flachen Altan.
Die Einfriedung des Grundstückes ist teilweise eine Ziegelmauer, direkt vor dem Eingang in der Mozartstraße jedoch als offener Eisengitterzaun gestaltet. Beidseits des Hauses stehen zwei hochgewachsene alte Hausbäume.

## Geschichte
Der Fabrikbesitzer Johannes Prüm (1868–1916) ließ sich nach einem Entwurf des Architekten Fritz Heusinger ein Wohnhaus errichten. Heusinger beantragte die Baugenehmigung im Juli 1913. Unter seiner Bauleitung wurde das Gebäude durch die Bauunternehmung „Gebrüder Ziller“ (Nachf.) von Alwin Höhne errichtet. Die Bauvollendungsanzeige erfolgte im Mai 1914.
Später bewohnte der Fabrikbesitzer Richard Eisenbeiss (1879–1958) die Villa, bis die Familien Anfang der 1950er Jahre Radebeul in Richtung ihres Zweitwohnsitzes in Basel verließ. Eisenbeiss gehörten die nach dem Zweiten Weltkrieg enteigneten Vereinigten Pechfabriken Richard Eisenbeiss in der Meißner Straße 19.